# いなべ市立藤原中学校
いなべ市立藤原中学校（いなべしりつふじわらちゅうがっこう）は、三重県いなべ市藤原町市場にある市立の中学校。小さな親切運動三重県本部より第44回「小さな親切運動」実行章受賞。
柔道が有名であり、三重県大会に出場したこともある。

## 学校区
いなべ市藤原町全域

## 交通
- 三岐鉄道三岐線西藤原駅より徒歩22分（約1.9km）。
- 三重交通バス藤原中学校前バス停下車、徒歩3分[3]。
- 三重県道601号本郷志礼石線の南西沿線付近にある。